# Astiphromma taiwanense
Astiphromma taiwanense är en stekelart som beskrevs av Lee 1992. Astiphromma taiwanense ingår i släktet Astiphromma och familjen brokparasitsteklar. Inga underarter finns listade.